# Cornelius Jansen
Pour les articles homonymes, voir Jansen.
Cornelius Jansen, plus connu par son nom latinisé, Jansenius, né le 28 octobre 1585 à Acquoy (Pays-Bas) et mort le 6 mai 1638 à Ypres (Pays-Bas espagnols), est un théologien néerlandais, évêque d'Ypres de 1636 à sa mort, à l'origine d’un courant politico-religieux important, le jansénisme, condamné par l'Église catholique romaine en 1653 et persécuté en France sous le règne de Louis XIV.

## Biographie
Il naît dans une famille catholique aisée à Acquoy dans la province d'Utrecht aux Pays-Bas, à l'époque où la guerre bat son plein entre les Provinces-Unies et le roi d'Espagne Philippe II (1585 est l'année de la prise d'Anvers par les troupes espagnoles). 
En 1602, il entre au Collège du Faucon de l’université de Louvain, alors en proie à une controverse passionnée entre le parti jésuite (ou parti scolastique), et les disciples de Michel De Bay, qui ne jurent que par saint Augustin. Jansen finit par s'attacher à ce dernier parti, devenant à cette occasion l'ami de Jean Duvergier de Hauranne, un condisciple français partageant son point de vue, futur abbé de Saint-Cyran.
Son diplôme[Lequel ?] obtenu, il se rend à Paris en 1609. Il rejoint par la suite Jean du Vergier dans sa maison de campagne, située près de Bayonne, où ils passent quelques années en enseignant au collège épiscopal de la ville. Ils consacrent leur temps libre à l'étude des Pères de l'Église et à un projet de réforme de l'Église.
En 1617, il revient à Louvain prendre en charge le collège de Hollande, appelé familièrement College van de Schonen Lieven Vrouwen ou Collège de Pulcheria (contraction de Pulcher et Maria), résidence des étudiants en théologie originaires des Provinces-Unies. En tant que maître d'études les élèves le trouvent exigeant et irascible, ayant peu de relations avec les autres. Néanmoins, il prend une part active à la résistance de l'université contre les Jésuites, qui ayant établi leur propre école de théologie à Louvain, se posent en rivaux de la Faculté universitaire. Dans l'espoir d'empêcher leurs empiétements, Jansen est envoyé à deux reprises à Madrid (1624 et 1626) ; la deuxième fois, il échappe de peu à l'Inquisition. Il soutint chaleureusement l'évêque missionnaire catholique aux Pays-Bas, Rovenius, dans ses démêlés avec les Jésuites, qui essayaient de recatholiciser le pays sans tenir compte des vœux de l'évêque. Il affronta aussi plus d'une fois le Néerlandais Gisbertus Voetius, champion du calvinisme, dont on se rappelle encore les attaques contre Descartes.
Son antipathie envers les Jésuites ne le rapprocha nullement du protestantisme ; au contraire, il aspirait à battre les ministres huguenots avec leurs propres armes, surtout en leur montrant que les catholiques pouvaient interpréter la Bible avec autant de mysticisme et de piété qu'eux. Ce fut le grand objet de ses conférences, quand il fut nommé professeur d'exégèse scripturaire à l'Université de Louvain en 1630. Il travaillait de plus en plus à son Augustinus, un énorme traité sur la théologie de saint Augustin, à peine terminé au moment de sa mort. C'était son occupation principale depuis son retour à Louvain.
Mais Jansen, selon ses propres mots, n'entendait pas rester un pédant de collège toute sa vie ; et il y avait des moments où il nourrissait des ambitions politiques. Il attendait avec impatience le moment où les Pays-Bas méridionaux secoueraient le joug espagnol et deviendraient une république catholique indépendante sur le modèle des Provinces-Unies protestantes. Ces idées furent connues des Espagnols qui étaient les maîtres du pays et, pour les apaiser, il écrivit une philippique, Mars gallicus (1635) ; c'était une attaque violente contre les ambitions françaises en général et contre l'indifférence du cardinal de Richelieu envers les intérêts catholiques en politique étrangère. Mars gallicus fit peu pour aider les amis de Jansen en France, mais il calma la colère de Madrid contre lui ; en 1636 il fut nommé évêque d'Ypres, mais il fut victime de la peste deux ans plus tard en visitant ses diocésains malades.
L'Augustinus, le livre de sa vie, ne fut publié qu'après sa mort, en 1640.
On trouvera une liste des écrits de Jansen dans le Dictionnaire de Théologie Catholique, T. 8, col. 829.

## Publications
- (la) sous le pseudonyme de Alexandri Patricii Armacani, Mars Gallicus, seu de justitia armorum et fœderum regis Galliæ (lire en ligne sur Gallica)
- (la) Tetrateuchus, sive Commentarius in Sancta Jesu Christi Evangelia, 1639 (lire en ligne)
- (la) Augustinus seu doctrina Sancti Augustini de humanæ naturæ sanitate, ægritudine, medicinâ adversùs Pelagianos et Massilienses, Paris, Michel Soly, 1641, 492 - [20]- 48, in-folio
- Discours de la réformation de l'homme intérieur  (trad. du latin par Robert Arnauld d'Andilly), Houilles, Manucius, coll. « Le Philosophe », 1642 (réimpr. 2004), XII + 67, 17 cm (ISBN 2-84578-038-9)

## Postérité
Blaise Pascal s'est joint aux jansénistes de Port-Royal, avec qui il mena une vie presque monastique, et de qui il prit la défense en 1656-1657 dans ses  Lettres à un provincial contre les positions des jésuites qui menaçaient leur monastère et leurs écoles. 
Allié de fait des courants gallicans de l'Église de France après la fulmination par le pape Clément XI de la bulle Unigenitus en 1713, le courant janséniste a connu un succès certain au XVIIIe siècle, ce qui s'accompagna toutefois de dérives sectaires. Ce mouvement religieux, qui n'avait jamais constitué une doctrine véritablement établie, ne résista pas aux tensions internes qui se manifestèrent au cours du siècle, qu'il s'agisse  de la querelle du Formulaire, du schisme de l'Église d'Utrecht, de l'attitude à adopter vis-à-vis du phénomène convulsionnaire ou de la Constitution civile du clergé.